# Ante Jelavić
Ante Jelavić (Podprolog, 21. kolovoza 1963.), hrvatski bosanskohercegovački političar i general, član Predsjedništva BiH od 1998. do 2001., predsjednik HDZ-a BiH 1998. do 2002.

## Životopis
Jelavić je rođen 1963. godine u Podprologu, pokraj Vrgorca. Završio je osnovnu školu u Vrgorcu, a gimnaziju i Vojnotehničku akademiju u Zagrebu koju je završio 1986., stičući zvanje diplomiranog inženjera kemijske tehnologije. U razdoblju 2003. – 2004. pohađao je poslijediplomski znanstveni studij menadžmenta na Ekonomskom fakultelu u Zagrebu. Sredinom 1991. pobjegao je iz JNA i dragovoljno prešo postrojbama ZNG-u u rujnu 1991. Od travnja 1992. do prosinca 1996. vršio je dužnost pomoćnika ministra obrane Herceg-Bosne. Od prosinca 1996. do listopada 1998.godine obnašao je dužnost ministra obrane FBiH. U činu je general pukovnika HVO-a i general bojnika HV-a.
Na 5. općem saboru HDZ-a BiH održanom u svibnju 1998. u Mostaru izabran je za predsjednika i tu dužnost obnašao je do svibnja 2002. Na općim izborima održanim u rujnu 1998. izabran je za hrvatskog člana Predsjedništva BiH i tom prigodom pobijedio je Krešimira Zubaka (NHI) i Gradimira Gojera (SDP BiH) s osvojenih 189 438 (52,91%) glasova. Pod njegovim predsjedanjem, HDZ BiH je na općim izborima 1998. i 2000. kao i na lokalnim izborima održanim u travnju 2000. dobio plebiscitarnu potporu hrvatskog naroda u BiH.
Predsjedao je Predsjedništvom od 15. lipnja 1999. do 14. veljače 2000. Potpisnik je Njujorške deklaracije iz studenog 1999. kojom je omogućeno utemeljenje Granične policije BiH i Tajništva Predsjedništva BiH. S dužnosti predsjednika HDZ-a BiH i člana Predsjedništva BiH inicirao je otvaranje procesa državnog dimenzioniranja obrane u BiH koji se dovršio dokidanjem vojne moći entiteta u korist BiH (prijenos nadležnosti obrane s entitske razine na državnu razinu). Jelavić je bio hvaljen i zbog napora u vezi povratka prognanika. Zamjenik visokog predstavnika Colin Munro u travnju 2000. podržao ga je u tvrdnji da se u hrvatske krajeve vratilo više prognanika nego u ostalim dijelovima BiH.
Uoči parlamentarnih izbora 2000. kao odgovor na proces majorizacije hrvatskog naroda u BiH koji je kulminirao nametanjem OSSE-ovih izmjena Izbornih pravila i propisa u BiH, tzv. Barryjevih amandmana na štetu hrvatskog naroda u BiH, sazvao je prvo zasjedanje (utemeljiteljska sjednica) Hrvatskog narodnog sabora 28.listopada 2000. u Novom Travniku na kojem je donesena Deklaracija o pravima i položaju hrvatskog naroda u Bosni i Hercegovini. Na navedenoj sjednici Hrvatskog narodnog sabora izabran je za predsjednika i tu dužnost obnašao je do svibnja 2002.
S dužnosti hrvatskog člana Predsjedništva BiH, 6.prosinca 2000. podnio je zahtjev Ustavnom sudu BiH za ocjenu ustavnosti pojedinih odredbi Izbornih pravila i propisa po kojima se biraju izaslanici u Dom naroda Parlamenta FBiH i Dom naroda Parlamentarne skupštine BiH iz reda hrvatskog naroda, dopunjen 22.prosinca 2000. s prijedlogom izdavanja privremene mjere. No, taj zahtjev je Ustavni sud BiH preglasavanjem pet naspram četiri uz potporu trojice stranih sudaca i izdvojena mišljenja četvorice domaćih (hrvatskih i srpskih) sudaca odbacio zbog nenadležnosti u tom predmetu.
Početkom 2001., nakon nepotvđivanja Martina Raguža (HDZ BiH) za predsjedatelja Vijeća ministara BiH u Zastupničkom domu Parlamentarne skupštine BiH, u ponovljenom postupku Predsjedništvo BiH, odnosno bošnjački član Halid Genjac i srpski član Živko Radišić, nakon što je sjednicu napustio Ante Jelavić da ne bude preglasan, pod pritiskom visokog predstavnika za BiH Wolfganga Petritscha, izabralo je Božidara Matića (SDP BiH), kojega je potvrdio Zastupnički dom Parlamentarne skupštine BiH, te je na taj način uspostavljena protuhrvatska vlast Demokratske alijanse za promjene.
Nakon trećeg zasjedanja Hrvatskog narodnog sabora održanog 3. ožujka 2001. u Mostaru, visoki predstavnik Petritsch smjenio je Jelavića s dužnosti člana Predsjedništva BiH i predsjednika HDZ-a BiH s obrazloženjem da je predvodio donošenje političkih odluka s ciljem osnivanja hrvatske federalne jedinice u BiH kojim je ugroženo ustavno uređenje FBiH i BiH. Navedenom odlukom visokog predstavnika zabranjena mu je svaka politička i javna djelatnost u BiH.
U prvoj polovici 2002., pod njegovim predsjedanjem HDZBiH i ostale hrvatske političke stranke okupljene oko Hrvatskog narodnog sabora BiH nisu potpisale tkz. Sarajevski sporazum o ustavnim promjenama kojeg je u ime hrvatskog naroda u BiH potpisao predstavnik protuhrvatske Demokratske alijanse za promjene Krešimir Zubak, a nakon toga odbacili su i Petritscheve amandmane na Ustav FBiH u Parlamentu FBiH, pa ih je visoki predstavnik Petritsch nametnuo svojom odlukom i na taj način ugrozio ravnopravnost i omogućio majorizaciju Hrvata kao konstitutivnog naroda u FBiH i BiH.
Na dužnost predsjednika HDZ BiH podnio je ostavku 4. svibnja 2002. da bi stranci omogućio registraciju na Županijskom sudu u Mostaru i prijavu Izbornom povjerenstvu za listopadske parlamentarne izbore, a na njegov prijedlog za vršitelja dužnosti predsjednika HDZ BiH izabran je Bariša Čolak.
Na temelju optužbi za postojanje tajnih novčanih fondova odnosno tajnih računa HDZ BiH i HVO-a u Hercegovačkoj banci, kasnije nedokazanim u sudskom postupku, uhićen je 24. siječnja 2004. u svom domu u Mostaru. Sud BiH u Sarajevu je 6. listopada 2005. prvostupanjskom presudom osudio Jelavića krivim za zloporabu položaja i nesavjesno obnašanje službene dužnosti na 10 godina u odsutnosti jer je u međuvremenu pušten na slobodu pa se je sklonio u Hrvatsku.[precizirati stranicu u izvoru]
Na temelju žalbe na prvostupanjsku presudu koju je uložio Jelavićev odvjetnik Dragan Barbarić prizivno vijeće Suda BiH u Sarajevu ukinulo je prvostupanjsku presudu u osuđujućem dijelu zbog bitnih povreda Zakona o kaznenom postupku BiH i predmet je vraćen na ponovno suđenje pred istim vijećem. Sudac Nedžad Popovac započeo je novi sudski postupak, u kojem uza stare treba predočiti i nove dokaze.[precizirati stranicu u izvoru]
Na parkingu zagrebačke tržnice Utrine, 8.travnja.2009. Jelavića su oteli i prebacili na područje Prozora-Rame, da bi on narednog dana,  pobjegao otmičarima i vratio se obitelji u Zagreb. Ubrzo su uhićeni otmičari koji su osuđeni na Županijskom sudu u Zagrebu, ali nisu otkriveni nalogodavci, a niti sam motiv otmice.
Odlukom visokog predstavnika Valentina Inzka ukinuta je ranija Petritscheva odluka od 7.ožujka 2001. o zabrani političkog djelovanja u Bosni i Hercegovini.